# Монтеджоко
Монтеджо̀ко (на италиански: Montegioco; на пиемонтски: Monzeugh, Мондзеуг) е село и община в Северна Италия, провинция Алесандрия, регион Пиемонт. Разположено е на 197 m надморска височина. Населението на общината е 340 души (към 2010 г.).